# Bataille de Nadzab
Seconde Guerre mondiale
Batailles
- Mubo
- Bobdubi
- Crête Lababia
- Baie de Nassau
- Crête Roosevelt
- Mont Tambu
- Lae
- Nadzab

- Nadzab
- Kaiapit
- Dumpu
- Monticule John–Crête Trevor
- The Pimple
- Crête Shaggy
- Madang

La bataille de Nadzab est un assaut aéroporté mené par les États-Unis durant la campagne de Nouvelle-Guinée dans le cadre de la capture de Lae pendant la campagne de Salamaua-Lae. Cette opération visait à la capture de l'aérodrome abandonné de Nadzab mais également à couper les possibilités de retraite vers l'ouest de la garnison japonaise sur Lae, estimée à 10 000 hommes, qui faisait à ce moment face à deux divisions australiennes.

## Les opérations
Le 5 septembre 1943, le 503e régiment de parachutistes accompagné de quelques éléments australiens est largué au-dessus de Nadzab. La zone fut sécurisée dès le soir, les troupes américaines ne rencontrant que très peu d'opposition de la part des soldats nippons qui ne s'attendaient pas à un assaut aéroporté dans la zone. 
Des troupes du génie australiennes assistées de travailleurs papous entamèrent des travaux pour la réhabilitation de l'aérodrome dès le lendemain.
Le 15 septembre eurent lieu les principaux affrontements de cette opération lorsque des unités japonaises en retraite dans des hautes-herbes se retrouvèrent de façon impromptue face-à-face avec des parachutistes américains en patrouille.

## Crash du 7 septembre 1942

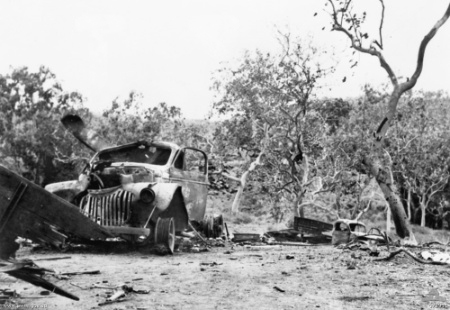
Camion brûlé près de l'aérodrome de Nadzab après l'accident du 7 septembre 1943

Le 7 septembre 1942, un B-24 qui transportait 13 000 litres de carburant et 230 kilos de bombes s'écrasa au décollage après avoir heurté un arbre près de l'aérodrome de Nadzab, récemment remis en état fonctionnel, et répandit du carburant enflammé sur une large superficie. Les 11 membres de l'équipage américain  ainsi que 15 soldats australiens qui se trouvaient à bord d'un convoi de cinq camions qui venait d'arriver dans la zone furent tués sur le coup. Plus de 136 autres Australiens furent blessés ou brûlés, dont 44 ne survécurent pas des suites de leurs blessures.

## Conséquences
Les forces japonaises sur Lae ainsi que sur Salamaua voyant leurs possibilités de repli vers l'ouest bloquées, décidèrent de se retirer au nord vers la péninsule de Huon au cours d'une harassante retraite où beaucoup mourront de faim ou de maladies et où ils affronteront à nouveau les Australiens dans la campagne de la péninsule de Huon.
L'aérodrome de Nadzab fut développé à partir de décembre 1943 par des unités de constructions américaines et australiennes en ce qui deviendra la principale base aérienne alliée de Nouvelle-Guinée, comprenant quatre pistes de décollage.